# Farwell, Texas
Farwell là một thành phố thuộc quận Parmer, tiểu bang Texas, Hoa Kỳ. Năm 2010, dân số của xã này là 1363 người.

## Dân số
- Dân số năm 2000: 1364 người.
- Dân số năm 2010: 1363 người.